# Sean Boswell
Sean Boswell es el protagonista principal de The Fast and the Furious: Tokyo Drift. Es un chico solitario de 17 años que va a la escuela durante los eventos de la película. Después de haber cometido tres errores en las carreras callejeras en los Estados Unidos, la madre de Sean lo envió a Tokio, Japón, para vivir con su padre y evitar la cárcel. En Japón, conoció la escena de las carreras de derrapes y se hizo muy amigo de Han, un exmiembro del equipo de Dominic Toretto y partidario de Sean durante toda la película. Finalmente conoció a Dom al final de la película y corrió con él por un estacionamiento. Después de la carrera, habla con Dom sobre Han y le da algunos de los efectos personales de Han que se encontraron después del accidente.
Aparte de Han y Dom, Sean no tenía conexión con ningún otro personaje importante de la serie hasta F9, donde Sean, junto con Twinkie y Earl, que ya tenían 20 años, estaban trabajando en una base aérea en Colonia (Alemania), construyendo un Pontiac Fiero con un motor de cohete, y se encuentran con Roman y Tej, que están buscando algunos vehículos en los que puedan tener en sus manos. Luego prueban el auto cohete mientras Roman y Tej observan, pero el auto explota desde cierta distancia. Luego, Sean y Earl ayudan a Roman y Tej con su misión espacial para destruir el satélite de Otto y ambos, junto con Twinkie, se unen a Dom y su familia en la casa 1327 en Los Ángeles, donde los tres se reúnen con Han.[cita requerida] En Fast X, se revela que Sean es uno de los objetivos de Dante Reyes de su tablero de visión.
Es interpretado por el actor Lucas Black.

## Apariciones en películas
- The Fast and the Furious: Tokyo Drift
- Furious 7 (cameo)
- F9

### Coches en los que aparece
- 1971 Chevrolet Monte Carlo
- 2003 Volkswagen Touran con pintura y esquema de carrocería de Hulk
- 2001 Nissan Silvia S-15 con motor Nissan RB
- 2006 Mitsubishi Lancer Evolution IX GSX rojo
- 1997 Mazda RX-7 con paquete de carrocería Veilside
- 1967 Ford Mustang GT con un motor Nissan RB